# 劳尼·莫尔贝里
劳尼·安特罗·“莫勒”·莫尔贝里（芬蘭語：Rauni Antero "Molle" Mollberg）（1929年4月15日生于海门林纳 – 2007年10月11日卒于洛伊马），芬兰学者、电影导演和电视导演。

## 童年与青年时期
莫尔贝里的父母是马蒂·瓦尔德马尔·莫尔贝里（Matti Valdemar Mollberg，1901–1972）和埃利娜（埃利）·威廉明娜·莫尔贝里（Elina (Elli) Vilhelmiina Mollberg，娘家姓阿霍宁（Ahonen），1900–1983）。莫尔贝里出身于平凡的家庭，父亲是汽车司机，父母曾在多处房屋担任管理员职务，莫尔贝里也参与其中帮忙。他原本有三个兄弟，但双胞胎兄弟雷诺（Reino）在一岁时夭折。失去兄弟影响了莫尔贝里后来的创作，促使他将托伊沃·佩卡宁（Toivo Pekkanen）的著作《我的童年》（Lapsuuteni）改编为电视电影。他曾表示自己“用电影描绘着唯一主题，那就是欢乐与悲伤，生与死”。
求学期间，莫尔贝里做过各种零工，例如曾在海门林纳市政厅街（Raatihuoneenkatu）上的“萨图林纳”（Satulinna）电影院担任引座员。从小就在各种场合表演的莫尔贝里，在商业学校期间在老师的帮助下获得了在广播中演出的机会。

## 职业生涯

### 戏剧生涯
1945–1946年就读商业学校后，莫尔贝里曾在五金店当实习生，但于1947年进入了芬兰戏剧学校，并于1950年毕业。与莫尔贝里同期的学员包括尤西·尤尔卡（Jussi Jurkka）、米科·尼斯卡宁、蒂娜·林内（Tiina Rinne）和韦科·西尼萨洛（Veikko Sinisalo）等人。 毕业后，莫尔贝里在约恩苏市立剧院工作了一年，但和莱奥·约凯拉（Leo Jokela）以及莱奥·霍卡宁（Leo Hokkanen）一起被解雇了，原因是剧院剧目转向了轻歌剧，而莫尔贝里不会演唱。
莫尔贝里曾中途服兵役，之后开始在库奥皮奥联合剧院担任演员兼导演，并在库奥皮奥的戏剧界活跃了十二年。他远离了库奥皮奥的社交圈，约尔马·萨维科（Jorma Savikko）在其莫尔贝里传记中对此表示疑惑，是否因此导致《1965年戏剧世界》（Teatterin maailma 1965）对那段时期一无所知。他创立了“青年剧团”（Nuorisolinja），并因其为该剧团所做的出色工作于1957年获得了首个“明娜雕像奖”。
1958年，莫尔贝里被选为濒临解散的库奥皮奥艺术家协会（Kuopion Taiteilijaseura）主席。 该协会当时财政困难，之前从市政府获得的补助微薄，但莫尔贝里从当地商界和各种组织筹集支持，使协会得以自立。“艺术日”（Taidepäivät）被改为“库奥皮奥艺术周”（Kuopion taideviikko），并邀请了不同艺术领域的艺术家参与。 库奥皮奥市于1962年授予他“库奥皮奥奖学金”，1963年他再次获得艺术家协会的“明娜雕像奖”。奖学金公告中写道：“[莫尔贝里]拥有非凡的能力，能够全身心投入工作，不知疲倦、毫无怨言地投身于他所承担的任何事务。”

### 电视与电影

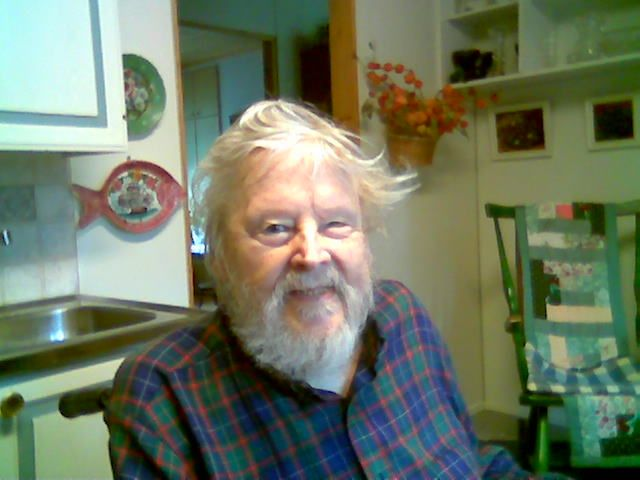
莫尔贝里摄于2007年9月，即其去世前一个多月

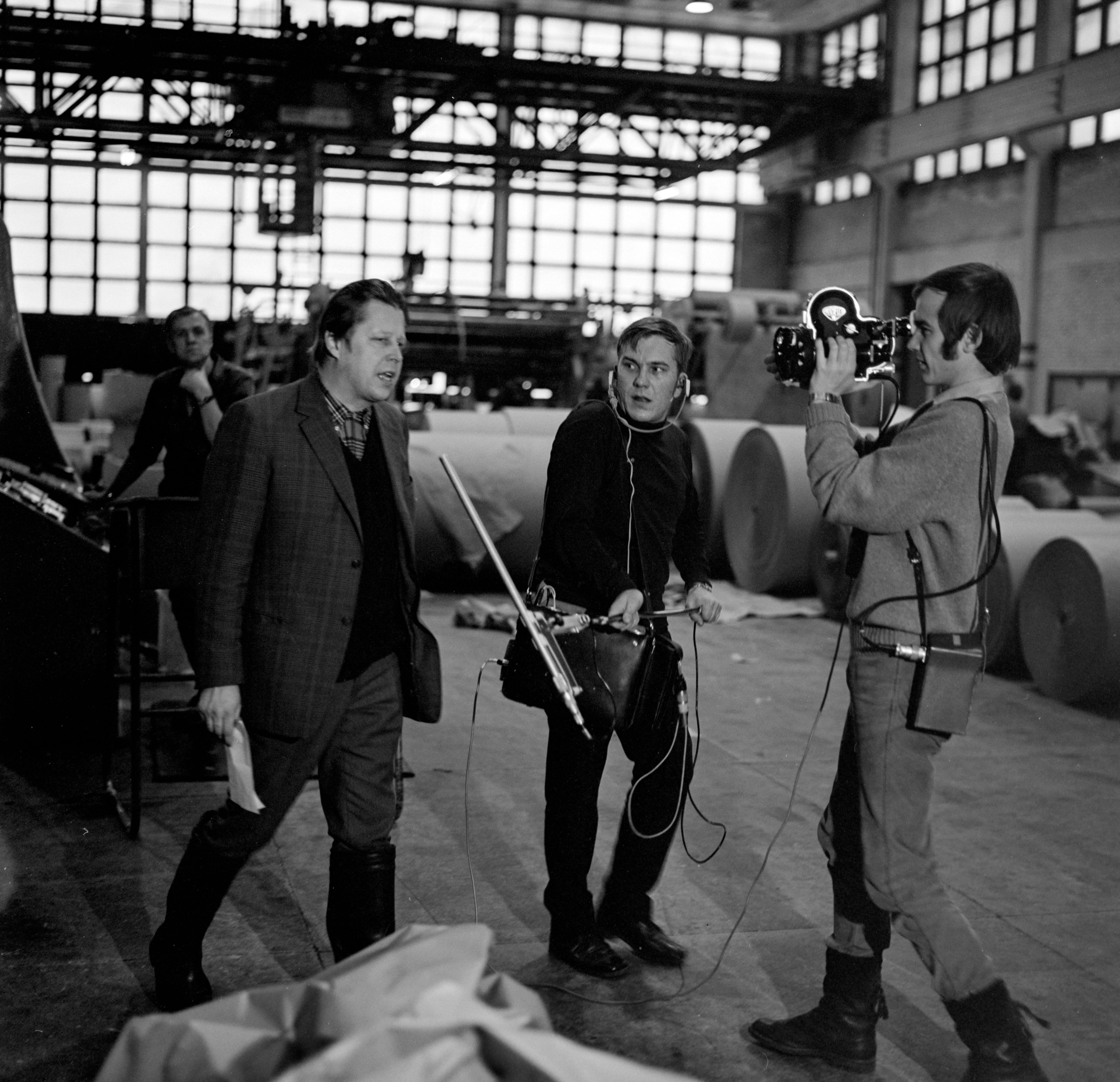
导演劳尼·莫尔贝里、音效设计师海基·库亚拉（Heikki Kujala）和摄影师约尔马·卡尔胡宁（Jorma Karhunen）于1970年6月制作芬兰广播公司的电视节目《工会代表》（Pääluottamusmies）

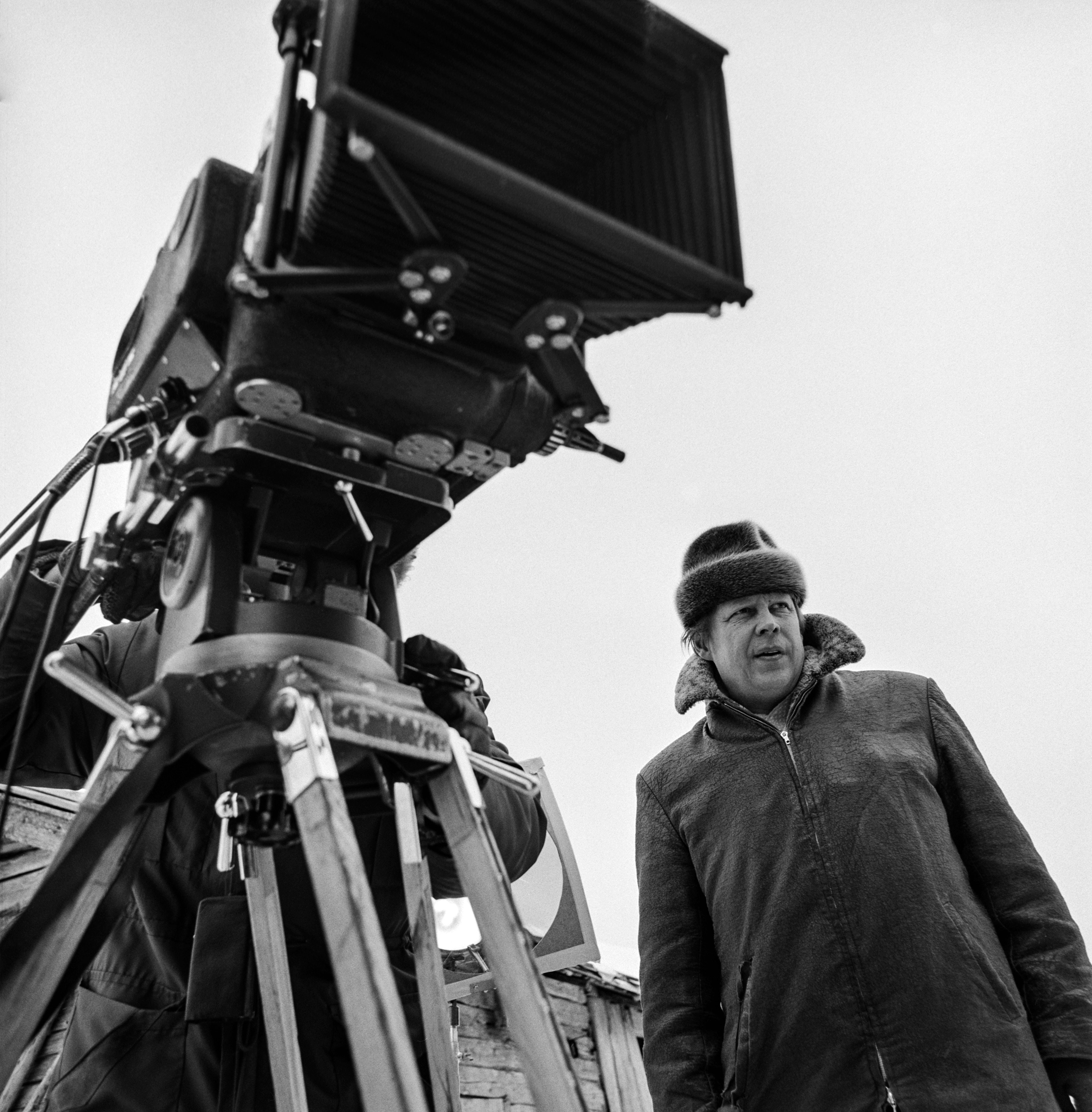
导演劳尼·莫尔贝里于1971年11月执导芬兰广播公司的电视节目《战争隐士》（Sotaerakko）

莫尔贝里于1963年开始在芬兰广播公司担任电视戏剧导演。他很快成为芬兰广播公司第二频道（TV2）戏剧部导演，并长期担任该职位（1968–1986）。
莫尔贝里于1973年完成的首部长片电影《大地是首罪恶之歌》（Maa on syntinen laulu），改编自蒂莫·库斯塔·穆卡的小说，获得了评论界和观众的双重成功。该片赢得了三项尤西奖（最佳男主角、最佳摄影、最佳导演）以及在洛迦诺国际电影节上获得的特别奖。该片吸引了709664名影院观众，根据2003年的统计数据，它是芬兰影史票房排名第11位的本土电影。
莫尔贝里的第二部票房成功之作是1985年完成的《无名战士》（Tuntematon sotilas），改编自韋伊諾·林納的同名小说。与埃德温·莱内（Edvin Laine）在30年前完成的林纳小说改编电影相比，莫尔贝里起用了更年轻和更不知名的演员。莫尔贝里版本的电影吸引了590271名影院观众。
莫尔贝里在1978年至1988年间担任艺术教授，并于1989年获得艺术院士称号。他获得的荣誉还包括1980年的芬兰狮子勋章以及五项尤西奖。
劳尼·莫尔贝里在韦西拉赫蒂的科尔皮涅米（Korpiniemi）旧校舍拥有一套公寓兼电影工作室，自1960年代起一直使用至1997年。1997年，他在洛伊马购买了奥里苏奥（Orisuo）的旧小学作为住所和工作室，并在那里居住直至去世前夕。
莫尔贝里患白血病四年后，于2007年10月11日在洛伊马健康中心因肺炎去世。他被安葬在海门林纳的阿赫韦尼斯托（Ahvenisto）公墓。

### 身后
戏剧导演埃拉·莫尔贝里（Eira Mollberg）是劳尼·莫尔贝里的女儿。她撰写了一本关于父亲的书《莫勒，我的父亲》（2008年），书中暗示，这位残忍的父亲毁掉了妻子和儿子的心理健康。电影导演韦科·阿尔托宁（Veikko Aaltonen）曾长期与劳尼·莫尔贝里合作，担任助理导演、编剧、剪辑师和录音师。他于2021年完成了一部关于莫尔贝里的纪录片《恐龙》（Dinosaurus）。阿尔托宁表示，莫尔贝里对待演员的方式，在他那个时代或许不足为奇，但若以2017年MeToo运动的标准来看，这些方式至少是值得商榷的。曾参与电影《大地是首罪恶之歌》编剧的帕努·拉亚拉后来回忆，在拍摄过程中，马和狗遭到殴打，演员也受到恶劣对待。许多在莫尔贝里电影中出演过的演员，例如在《无名战士》中饰演维尔霍·科斯凯拉（Vilho Koskela）的里斯托·托里拉（Risto Tuorila），都曾讲述过自己因此遭受的心理创伤。
电影《朋友们，同志们》（Ystävät, toverit）的另一位编剧、作家约尼·斯基夫特斯维克（Joni Skiftesvik）曾在其自传体小说《白色丰田带走了我的妻子》（Valkoinen Toyota vei vaimoni）中强烈批评身兼制片人、导演和编剧的莫尔贝里，指责他在电影制作阶段“践踏了他”。斯基夫特斯维克称，部分获得芬兰电影基金会批准的剧本内容未被拍摄，整段整段的剧情被删除，主题被改动，莫尔贝里还利用其制片人的权力，在未与编剧协商的情况下将自己的个人主题强行塞入电影中。
尽管如此，莫尔贝里在同行和电影观众中仍然享有极高的声誉。.

## 电影作品

### 剧情长片
- 大地是首罪恶之歌 (1973)
- 一个还不错的男人 (1977)
- 米尔卡 (1980)
- 无名战士 (1985)
- 朋友们，同志们 (1990)
- 天堂的孩子 (1994)

### 电视电影
- 绝非儿戏 (1964)[1]
- 在罗伊尼拉家 (1965)
- 我的童年 (1967)
- 工厂阴影下 (1969)
- 战争隐士 (1972)
- 神圣疯狂 (1975)
- 莫勒的失物招领：按铃男孩 (1990)
- 青年时光 第1部：米科归乡 (1999)
- 青年时光 第2部：大人来访 (1999)
- 青年时光 第3部：树在行走 (2000)
- 青年时光 第4部：海库莱宁的笑声 (2001)
- 青年时光 第5部：科尔皮宁兄弟 (2002)
- 青年时光 第6部：旅程 (2004)